# 雞冠花山
62°5′S 58°30′W / 62.083°S 58.500°W
雞冠花山是南極洲的山峰，位於南設得蘭群島的喬治王島，海拔高度140米，由讓-巴蒂斯特·夏古率領的法國探險隊測量，以英國皇家海軍少校命名。